# オルガ・トカルチュク
オルガ・ナヴォヤ・トカルチュク（ポーランド語: Olga Nawoja Tokarczuk [ɔlga tɔˈkart͡ʂuk] , 1962年1月29日 - ）はポーランドの小説家、エッセイスト。スレフフ出身。
1993年にデビュー。文学専門の出版社「ruta」を設立し、2003年以降は執筆に専念する。

## 人物
1962年、ポーランド西部で教師職に就いていた二人の両親の間に生まれた。学生時代はジークムント・フロイトやカール・グルタフ・ユングなどの書籍を愛読し、ワルシャワ大学で心理学を学んだ。1985年にワルシャワ大学を卒業した後はセラピストとして働くが、のちに自身の職に対して幻滅し始める。そして、同氏はトラベルビザを取得し、社会主義体制崩壊後の1989年にポーランドに帰国したのち、詩集を刊行するまでロンドンで別の職に従事していた。1993年に書物の人びとの旅 (英: The Journey of the Book-People)という自身初の小説を出版、Polish Publisher’s Prizeを受賞してデビューを果たした。その後も数多くの著作を出版し、ノーベル文学賞を2018年に受賞したことでさらに著名な人物となった。

## 作品
同氏の作品は「新世代」と称された1989年の東欧革命後に民主化ポーランドを台頭とした作家の中でも高い評価を得ている。特に彼女の小説は一見実験的でありながら文体はシンプルで読みやすく、難解ではない。しかし、その背景には星空と呼ぶべき圧倒的な知性が広がっており、読者はその中で自分だけの意味を見出せるようなものとなっている。特に2007年に同氏が出版した116の断章を集めた長編小説『逃亡派』については、本人が「Constellation novel（星座小説）」だと称している。
2013年には立教大学、同志社大学で招待講演を行い、『優しい語り手』所収の『「中欧」の幻影（ファントム）は文学に映し出される―中欧小説は存在するか』に収録されている。2014年に出版された大作『ヤクプの書物』（未邦訳）は、ユダヤ人宗教指導者ヤクプ・フランクとその時代を取り扱い、ポーランドが歴史上、抑圧の犠牲者であっただけでなく、時にほかの民族を抑圧してきたことを公然と指摘している。

## 受賞
- 2008年にはポーランドで最も権威がある文学賞「ニケ賞」を、『逃亡派』で受賞している[4][10]。
- 2013年にヴィレニツァ国際文学賞受賞。
- 2018年に出版された英訳版の『逃亡派』でポーランドの小説として初めてブッカー国際賞を受賞している[6]。
- 2019年に2018年度のノーベル文学賞を受賞している[11]。

## 日本語訳作品
- 『昼の家、夜の家（ポーランド語版）』 小椋彩 訳 白水社、エクス・リブリス、2010年 ISBN 978-4-560-09012-1
- 『逃亡派』 小椋彩 訳 白水社、エクス・リブリス、2014年 ISBN 978-4-560-09032-9
- 『プラヴィエクとそのほかの時代（ポーランド語版）』 小椋彩 訳 松籟社 東欧の想像力 2019年 ISBN 978-4-879-84383-8
- 『迷子の魂（ポーランド語版）』 小椋彩 訳 岩波書店 2020年 ISBN 978-4-00-024832-7
- 『優しい語り手（ポーランド語版） ノーベル文学賞記念講演』 小椋彩・久山宏一 訳 岩波書店 2021年 ISBN 978-4-00-025360-4
- 『個性的な人』 小椋彩 訳 岩波書店、2024年 ISBN 978-4-00-022981-4